# Svibnik
Svibnik este o localitate din comuna Črnomelj, Slovenia, cu o populație de 111 locuitori.